# Alberto di Nassau-Weilburg
Alberto di Nassau-Weilburg (Weilburg, 26 dicembre 1537 – Ottweiler, 11 novembre 1593) fu Conte di Nassau-Weilburg. I suoi territori comprendevano aree attorno a Weilburg, Ottweiler e Lahr, nella Foresta Nera. Come il padre, Filippo III di Nassau-Weilburg, egli fu un sostenitore della Riforma protestante.

## Biografia
Alberto era l'unico figlio di Filippo III di Nassau-Weilburg e della seconda moglie, Anna di Mansfield, che morì dandolo alla luce.
Il 16 giugno 1559 Alberto sposò Anna di Nassau-Dillenburg, figlia di Guglielmo il Ricco di Nassau-Dillenburg e sorella di Guglielmo I d'Orange. Lo stesso anno, il 4 ottobre, suo padre Filippo III morì. Alberto ereditò quindi parte della contea di Nassau-Weilburg congiuntamente al fratellastro minore, Filippo IV, con il quale inizialmente governò in forma congiunta. Essi ereditarono uno Stato fortemente indebitato, cosa che limitò le loro azioni di governo, ma furono in grado di migliorare la loro situazione finanziaria con il tempo.
Il 15 maggio 1561 i due fratelli si spartirono i propri territori per la prima volta. Alberto ottenne così il castello di Weilburg ed il relativo distretto, mentre Filippo ricevette il castello ed il distretto di Neuweilnau. Larga parte dei territori e dei debiti paterni continuarono però a rimanere proprietà indivisa. Alberto si trasferì quindi nel castello di Weilburg, che egli continuò ad espandere. Nel 1571 essi suddivisero i restanti territori: Alberto ricevette quindi Gleiberg, Cleen, Labor e Burgschwalbach; successivamente i due fratelli stipularono dei trattati con l'Assia mediante i quali divisero ulteriori possedimenti in comune.
Alberto era un membro del collegio di Wetterau dei Conti Imperiali. Egli compì numerosi viaggi per partecipare alle Diete Imperiali e per recarsi dall'imperatore Massimiliano II in veste di rappresentante del collegio di Wetterau, per discutere della liberà di professione religiosa per i principi calvinisti. Dal 1583 al 1588 Alberto combatté nella Guerra di Colonia per la fazione del collegio di Wetterau.
Quando il conte Giovanni III di Nassau-Saarbrücken morì nel 1574 senza eredi maschi, le contee di Saarbrücken, Saarwerden e Ottweiler passarono ai due fratellastri Alberto e Filippo, che procedettero alla loro spartizione; Filippo ottenne Saarbrücken e Saarland, mentre Alberto ricevette Ottweiler, nonché i distretti di Homburg e Kirchheim e le signorie di Lahr e Mahlberg nella Foresta Nera. Alberto fece quindi costruire un nuovo castello a Ottweiler che divenne la sua nuova residenza. Come esponente maggiore della linea valderamica della Casata di Nassau, Alberto ebbe la custodia di Giovanni Ludovico di Nassau-Wiesbaden. Come capo del casato dettò le linee guida in materia di politica estera per tutti gli stati della famiglia.
L'eredità di Saarbrücken venne contestata da più parti. Il duca Carlo III di Lorena avanzò pretese sulla contea di Saarwerden, ma Alberto fu comunque in grado di prevalere in sede giurisdizionale di fronte al Reichskammergericht. Federico III, Elettore Palatino, reclamò alcuni dei territori di Nassau ed in questo caso la disputa venne mediata al di fuori dei tribunali: Alberto e Federico stipularono numerosi trattati, con i quali vennero definiti esattamente diritti e confini dei vari territori. Alla morte di Federico III, avvenuta nel 1576, Alberto fu l'esecutore delle sue ultime volontà e del suo testamento.
Nel 1579 Alberto estese ulteriormente la sua influenza nell'Assia Renana acquistando una parte di Jugenheim.
Alberto morì l'11 novembre 1593 nel suo castello di Ottweiler. Dopo la sua morte i tre figli governarono congiuntamente sui possedimenti paterni, ma due di essi morirono poco dopo il padre, di modo che il figlio sopravvissuto, Luigi II, governò da solo a partire dal 1602.

## La Riforma protestante
Durante la sua infanzia presso il castello di Neuweilnau egli fu educato nella fede protestante da Kasper Goltwurm, grazie al quale ebbe la possibilità di fare la conoscenza di Filippo Melantone, con cui scambiava un'assidua corrispondenza.
Nel 1560 Kasper Goltwurm venne sostituito da Jacob Charsisius, che lavorò per la Contea di Nassau-Weilburg con la carica di sovrintendente fino alla propria morte. Su richiesta di Charsisius, alcune tradizioni cattoliche, come ad esempio la celebrazione del Carnevale o l'accensione di falò alla vigilia della festa di San Giovanni, vennero rese dei reati punibili per legge nei territori comitali. Lorenz Stephani venne nominato sovrintendente nei territori amministrati congiuntamente dall'Assia e da Nassau; successivamente ottenne la stessa carica anche a Weilburg (nel 1572) e ad Ottweiler (nel 1574). Ad Ottweiler, Alberto e Lorenz misero in atto delle misure per rinforzare ulteriormente la Riforma: i preti cattolici furono obbligati alla conversione pena la rimozione dall'ufficio, i monasteri vennero dissolti, le proprietà della Chiesa Cattolica vennero confiscate, vennero fondate nuove scuole e acquisiti nuovi diritti di patronato.
Negli anni 1567 e 1568 Alberto incontrò numerose volte il proprio cognato Guglielmo d'Orange. Alberto lo sostenne nella guerra d'indipendenza olandese contro il Duca di Ferro, Fernando Álvarez de Toledo, III Duca d'Alba. L'invasione dei Paesi Bassi del 1568 fallì e Alberto dovette fare da garante per i salari dei merceneri arruolati da Guglielmo.

## Politica edilizia
Alberto diede avvio a numerosi ed importanti progetti per costruire nuovi edifici. Dopo la prima divisione della contea, egli iniziò a convertire il castello di Weilburg in un palazzo signorile, incaricando delle modifiche l'architetto Ludwig Kempf; vennero quindi aggiunte l'ala Nord ed una torre, sulla quale è ancora visibile il blasone d'alleanza di Alberto e della moglie Anna di Nassau-Dillenburg. Sempre nello stesso periodo egli cotruì un parco pubblico a Weilburg, esistente ancora oggi.
Dopo aver ereditato il distretto di Ottweiler, Alberto commissionò all'architetto Christmann Strohmeyer di costruire un castello rinascimentale nella cittadina, ma lo stesso venne abbandonato nel 1753 in quanto ormai in rovina. Alberto fu probabilmente il committente dell'avvio dei lavori di espansione del castello di Gleiberg, nel tardo XVI secolo, dopo che questo divenne interamente proprietà della Casa di Nassau.

## Discendenza
Alberto e la moglie Anna di Nassau-Dillenburg ebbero la seguente discendenza:
- Anna Amalia (1560 - 1635), che andò in sposa al conte Otto di Solms-Sonnewalde;
- Giuliana (1562 - 1562);
- Caterina (1563 – 1613), morta nubile;
- Luigi II (1565 – 1627), che ereditò Ottweiler;
- Giorgio Filippo (1567 – 1570);
- Alberto (1569 - 1570);
- Guglielmo (1570 – 1597), che ereditò Weilburg;
- Elisabetta (1572 – 1607), sposò il conte Giorgio II di Sayn-Wittgenstein-Berleburg;
- Giuliana (n. 1574);
- Giovanni Casimiro (1577 – 1602), sposò Elisabetta, figlia di Giorgio I, langravio d'Assia-Darmstadt; ereditò Gleiberg;
- Anna Ottilia (1582 – 1635), sposò il conte Guglielmo III di Sayn-Wittgenstein;
- Anna Sibilla (n. 1575), sposò il barone Pietro Ernesto II di Krichingen-Püttlingen;
- Maddalena (1580 – 1658), morta nubile;
- Ernestina (1584 – 1665), sposò Luigi Filippo di Wied.